# 양주교통
양주교통(楊州交通)은 대한민국 경기도 양주시를 거점으로 버스를 운영하는 운수회사이고, 본사는 경기도 양주시 화합로1796번길 162-18 (율정동)에 위치해 있다.

## 연혁
- 1996년: 마을버스 회사인 회천운수로 창립
- 2001년 5월 1일: 마을버스에서 농어촌버스 업종으로 전환
- 2001년 7월 27일: 사명을 양주교통으로 변경
- 2008년: 농어촌버스 업종에서 시내버스 업종으로 전환
- 2021년 8월 21일: 75번, 76번 마을버스로 형간 전환
- 2021년 11월 20일: 73-1번 노선 마을버스로 형간 전환
- 2022년 4월 4일: 73-3번 노선 마을버스로 형간 전환

## 현황
2023년 4월 기준이다.
| 운행업체 | 보유 노선수 | 보유 노선수 | 보유 노선수 | 보유 노선수 | 보유 노선수 | 등록 대수 | 등록 대수 | 등록 대수 | 등록 대수 | 등록 대수 |
| -------- | ----------- | ----------- | ----------- | ----------- | ----------- | --------- | --------- | --------- | --------- | --------- |
| 운행업체 | 노선 합계   | 광역급행    | 직행좌석    | 일반좌석    | 시내일반    | 대수 합계 | 광역급행  | 직행좌석  | 일반좌석  | 시내일반  |
| 양주교통 | 15          | -           | -           | -           | 15          | 49        | -         | -         | -         | 49        |

## 운행 노선

### 공영버스
- ● 11번: 고암동 - 덕정역 - 봉양4거리 - 내회암 (공영버스 노선)
- ● 12번: 마전2통마을회관 - 암매사거리  - 의정부시장 (공영버스 노선)
- ● 12-B번: 마전2통마을회관 - 암매사거리 - 가능역 - 의정부시장 (공영버스 노선)
- ● 20번: (운암리전원마을 -)은현면 행정복지센터 - 철풍아파트 - 덕정사거리 - 덕정역 - 회천3동주민센터 (공영버스 노선)
- ● 21번: 퍼피과수원 - 만송동중촌교 - 만송초등학교 - 덕현초교 - 양주2동행정복지센터 - 한양수자인2단지 - 고읍주공 - 만송동중촌교 - 퍼피과수원(공영버스 노선, 고읍지구 순환버스)

### 도시형버스
- ● 77번: 율정동 양주교통 본사 - 옥정3단지 - 옥전16단지 - 덕계역 - 장거리교차로 - 양주자이1,2단지 (2021년 7월 12일 노선 변경)
- ● 78번: 충성아파트 - 덕정역 - 덕정주공 - 투바위 - 송우리터미널
- ● 80번:  율정동 양주교통 본사- 옥정3단지 - 덕정역 - 이마트 - 덕계동 - 한승아파트 입구 - 현진에버빌 - 한양수자인 - 유승한내들 - 대방,신도아파트 - 양주역
- ● 81번: 남방동 양주역 - 고읍지구 - 덕현초교 - TS3차 - 율정마을7,13단지 - 이편한세상 11단지 - 옥정고등학교 - 남방동 덕정역 - 서희스타힐스아파트 (양주시청 미경유)
- ● 82번: 남방동 양주역 - 덕현농협 - 덕현고등학교 - GS자이아파트 (차고지는 양주 율정동에 위치하고 있기 때문)
- ● 83번: 율정동 양주교통 본사- 율정마을 7,8단지 - 율정초등학교 - 금호,GS제이드웰 21단지 -TS3차 - 덕현초교 -양주역(양주시청 경유 없음)
- ● 87번:  충성아파트 - 덕정고등학교 - 옥정지구 - 고읍지구 - 양주역 (대원여객 108번 덕정동~양주역구간 노선 동일)
- ● 91번:  양주교통본사 - 옥정고 - 옥정25단지 - 회천초등학교 - 예스병원 - 덕정역 - 서정대학
- ● 91-1번: 양주교통본사 - 옥정고 - 옥정25단지 - 회천초등학교 - 예스병원 - 덕정역 - 서정대학 - 갓바위 - 남면산업단지 - 비룡성당앞 - 남면초등학교 - 비룡성당 (2024년 2월 1일부로 명진여객 25-2번의 대체 노선이다.)
- ● 99번: 율정동 양주교통 본사 - 율정마을13단지 - 더파크포레계룡 - 고읍주공4단지 - 덕현초교.덕고개 - 응달마을 - 양주역

### 마을버스
- ● 72번: 금광아파트 - 덕계동 -덕계역 - 삼희아파트
- ● 73번: 한승아파트 - 덕계역 - 덕계동 - 산북초등학교 - 샘내쉼터
- ● 73-1번: 한승아파트 - 덕계역 - 리치마트 - 덕계신도아파트
- ● 73-2번: 한승아파트 - 덕계역 - 덕계동금강펜테리움(2023년 2월 6일부로 신설되었다.)
- ● 73-3번: 경동대학교 -현진에버빌 - 한승아파트입구 - 덕계역 - 고암2통마을회간 - 고암동삼거리상회(2023년 4월 10일부로 연장되었다.)
- ● 75번: 회암1통 - 덕정역 - 석우동 (석우동입구, 봉양사거리 경유)
- ● 76번: 양주교통본사 - 율정마을7단지 - 옥정고등학교 - 덕정역 - 석우동 - 회암리
- ● 77-1번:  양주교통본사 - e편한세상18단지 - 양주자이 7단지 - 장애인복지센터 - 유승한내들 - 국민체육센터 - 양주역
- ● 101번: 덕계역~덕계역

### 맞춤형버스
- ● 700번: 회암사지박물관 - 회천4동행정복지센터 - 율정마을7,8단지 - 옥정중앙공원 - 대방노블랜드 - 이편한세상15,18단지 - 덕계역
- ● 701번: 경동대학교 - 현진에버빌 - 한승아파트입구 - 샘내 - 양주시청 - 양주역(기존 70번 형간전환)

## 이전 보유 노선
- ● 12-A번:  마전2통마을회관 - 암매사거리  - 녹양역 - (공영버스 노선)(마전2통운영위원회에서 이관 받은 날부터 운행중단)
- ● 15A번:양주장욱징미술관 - 장흥고가밑 - 일영역 - 지축S클래스 (공영버스 노선)
- ● 15B번:양주장욱징미술관 - 장흥고가밑 - 신흥유원지 - 지축S클래스 (공영버스 노선)(15A번과 같이 2023년 9월 18일부로 신암교통 이관)
- ● 70번: 세창아파트 - 희망아파트 (현 85번)
- ● 71번: 세창아파트 - 서정대학교 (83번에 통합)
- ● 73-2번: 한승A - 덕계역 - 삼희A - 덕계동 - 천보빌라 - 덕계중학교 - 금광A (아파트 자체운영 셔틀버스로 잠정 운행중단)
- ● 78-1번: 만송2통 - 덕계역 - 송우리터미널
- ● 78-1번: 야촌3교 - 덕계동 - 덕정동 - 송우리
- ● 81-2번: 남방동 양주역 - 고읍지구 - 옥정지구 - 율정마을7,8단지 - 양주교통본사 (81-1번의 반대 방향, 2022년 5월 2일부로 폐선되었다.)
- ● 83-1번: 세창아파트 율정마을13단지 - 성우,나래아파트 - 덕현초등학교 - 양주역
- ● 83-2번: 양주역 - 덕현처등학교 - 성우,나래아파트 - 율정마을13단지 - 세창아파트
- ● 83-3번: 율정초등학교 - 옥정고등학교 - 덕정역 - 서정대학 - 덕정역 - 옥정고등학교 - 율정마을13단지 - 성우,나래아파트 - 덕현초등학교 - 양주역(81번 신설으로 폐선)
- ● 85번: 양주역 - 양주시청 - 대교A - 가래비 - 남면산업공장 - 비룡성당 <구 70번> (2017년 7월 29일 폐선, 적자로 인해 신암운수 마을버스 3-5번이 노선 계승)
- ● 88번: 덕정동 덕정주공6단지 - 회천초등학교 - 예스병원 - 덕정역 - 예원예술대(학기중 평일만 운행, 2020년부로 페선되었다.)
- ● 90번: 남방동 양주역 - 고읍지구 - 덕현초교 - 장거리교차로 - 율정마을16단지 - 이편한세상1단지 - (옥정푸르지오9단지, 옥정고등학교) - 율정마을7,8단지- 회천4동주민센터 - 회암사지박물관 (2022년 5월 2일부로 폐선되었다.)
- ● 91-1번: 덕정주공6단지 - 회천초등학교 - 예스병원 -덕정역 - 예원예술대 - 서정대학본관 (폐선 후 88번으로 전환)
- ● 702번: 회암사지박물관 - 회천4동 행정복지센터 - 율정마을7,8단지 - 옥정중앙공원 - 대방노블랜드 - 이편한세상15,18단지 - 이편한세상15단지 후문 - 선돌공원 - 독바위공원 - 옥정체육공원 - 예비군훈련장 - 덕계역

## 보유 차량

#### 현대자동차
- 현대 카운티
- 현대 뉴 슈퍼 에어로시티
- 현대 저상 뉴 슈퍼 에어로시티
- 현대 일렉시티

#### 황해버스
- 황해자동차 E-SKY